# Seznam osebnosti iz Občine Naklo
Seznam osebnosti, ki so se rodile, delovale ali umrle v občini Naklo.

## Do 19. stol.
- Blaž Blaznik (1786, Selca–1862, Naklo), duhovnik in zgodovinopisec; v Naklem je služboval kot administrator in duhovnik, bil je tudi šolski nadzornik kranjskega dekanata. Zbiral je gradivo za zgodovino nakelske, selške in sosednjih župnij.
- Franc Serafin Goetzl (1783, Kranj–1855, ?), slikar in podobar; slikal je oljne slike in freske ter izdeloval in polihromiral oltarje (dva oltarja za Naklo).
- Gašpar Luka Goetzl (1782, Kranj–1857, ?), slikar; za Naklo je naslikal oltarno sliko.
- Lovro Lackner (1725, Naklo (Pivka)–1759, Roudnice (Češka)), višji vojaški zdravnik.
- Franc Pirc (1785, Godič–1880, Ljubljana), sadjar in misijonar v Ameriki; v Podbrezjah je kot duhovnik deloval med letoma 1830 in 1835, ustanovil je drevesnico, spodbujal kmete za sadjarstvo in na novo pozidal župnišče. Leta 2003 so mu Podbrežani postavili spomenik s simboloma goloba in jabolka, ki simbolizirata njegovo delovanje v domovini in Ameriki.
- Janez Anton de Ricci (1745, Krmin (Furlanija, Italija)–1818, Naklo), stolni prošt in ljubljanski pomožni škof; simpatizer preporodnega gibanja, umrl je na popotovanju v Naklem, kjer je tudi pokopan.
- Janez Stimmer (1753, ?–1835, Kranj), podobar; l. 1794 je napravil veliki oltar župnijske cerkve Naklo
- Janez Jožef Stroj (?, Podbrezje–1828, Kranj), zdravnik in fizik
- Janez Pavel Stroj (1758, Podbrezje–1807, Ig), duhovnik in nabožni pisatelj
- Gregor Voglar (Oglar, Carbonarius) (1651, Naklo–1717, Kranj), zdravnik; služboval je kot osebni zdravnik carja Petra Velikega. V svoji oporoki je rojstnemu kraju zapustil 5000 goldinarjev za izgradnjo vodovoda. V njegovo čast stoji spomenik v Naklem.
- Franc Wrenk (Vrenk) (1766, Strahinj–1830, Dunaj), bakrorezec; večkrat nagrajen bakrorezec je kot risarski mojster od l. 1795 do svoje smrti poučeval na dunajski inženirski akademiji.
- Peter Žiwobski (neznano), kipar in rezbar; za podbreško farno cerkev je izdelal tri baročne oltarje, v Podbrezjah si je tudi ustvaril družino.

## 19. stoletje
- Franc Bleiweis (1869, Naklo–1951, Mošnje), duhovnik in nabožni pisatelj.
- Josip Benkovič (1869, Kamnik–1901, Velesovo), duhovnik, pisatelj, zgodovinar, redovnik, cistercijan; med letoma 1896–1898 je bil kaplan v Naklem.
- Peter Bohinjec (1864, Visoko pri Kranju–1919, Spodnje Duplje), slovenski pisatelj zgodovinskih in kmečkih povesti, organizator katoliških prosvetnih društev, gospodarskih zadrug in hranilnic.
- Fran Černilec (1828, Šentvid pri Stični–1911, Podbrezje), poštar, učitelj, organist in homeopat; 27 let je živel in poučeval v Podbrezjah, kjer je tudi pokopan.
- Janez Gosar (mlajši) (1866, Spodnje Duplje–?), slovenski podobar; z očetom sta narisala več podobarskih del po cerkvah na Gorenjskem, kasneje je deloval na Primorskem.
- Andraž Jeglič (1865, Gorica–1937, Podbrezje), pravnik; po upokojitvi se je preselil na očetov (Andrej Jeglič) dom v Podbrezje.
- Andrej Jeglič (1827, Podbrezje–1894, Gorica), slovenski narodni delavec.
- Leopold Ješe (1886, Naklo–1958, Ljubljana), zdravnik, okulist, visokošolski profesor.
- Ivana Kobilca (1861, Ljubljana–1926, Ljubljana), slikarka; po materini strani prihaja iz Podbrezij, kamor je pogosto zahajala in tam naslikala svojo najznamenitejšo sliko – Poletje. L. 2016 so ji postavili kip v Podbrezjah, poleg tega pa še tri table, ki stojijo ob Poti kulturne dediščine.
- Janez Križaj (1802, Naklo–1861, Mirna Peč), slovenski rimskokatoliški duhovnik in publicist.
- Ivan Lavrenčič (1857, Planina, Ajdovščina–1930, Kamnik), duhovnik, zgodovinar, politik; nekaj časa je upravljal župnijo Naklo.
- Jernej Legat (1807, Naklo–1875, Trst), duhovnik in tržaško-koprski škof; v župnijski cerkvi v Naklem stoji njegov doprsni kip.
- Josip Novak (duhovnik) (1833, Podbrezje–1883, Kočevje), slovenski rimskokatoliški duhovnik in pesnik.
- Franc Pavlin (inženir) (1860, Podbrezje–1916, Tržič), slovenski gradbeni inženir in gospodarstvenik; v Podbrezjah je ustanovil prvo gorenjsko kmetsko posojilnico.
- Janez Pavlin (misijonar) (1848, Podbrezje–1896, Minnesota), slovenski rimskokatoliški duhovnik in misijonar.
- Jernej Pavlin (1881, Naklo–1963, Stična), stenograf, nabožni pisatelj,  duhovnik, profesor.
- Jožef Pavlin (1875, Naklo–1914, Galicija), kipar in podobar.
- Andrej Praprotnik (1827, Podbrezje–1895, Ljubljana), učitelj, pesnik, pisatelj in urednik; v Podbrezjah ima spominski tabli na kulturnem domu in šoli.
- Peter Rojic (1811, Podbrezje–1848, Podbrezje), orglar; med drugim je izdelal orgle za obe cerkvi v Podbrezjah.
- Janez Šafer (1838, Mekinje–1903, Spodnje Duplje), botanik, duhovnik.
- Jože Tomše (1850, Poljšica pri Podnartu–1937, Podbrezje), avstro-ogrski podmaršal; predavatelj balistike, izumitelj 350 mm topa; zadnja leta je preživel v Podbrezjah, kjer je tudi pokopan.
- Janez Vurnik starejši (1819, Stara Oselica–1889, Radovljica), podobar; za cerkev v Naklem je izdelal veliki marmorni oltar.
- Janez Wolf (Peier, Pajer, Payer) (1825, Leskovec pri Krškem–1884, Ljubljana), slikar; za cerkev v Naklem je naslikal križev pot.
- Franc Ksaver Zajec (Saiz, Zaic) (1821, Sovodenj–1888, Ljubljana), kipar, slikar; za cerkev v Naklem je izdelal kamniti relief Zadnja večerja (1881).
- Tomo Zupan (1839, Smokuč–1937, Okroglo), slovenski literarni zgodovinar, prešernoslovec, pridigar, pesnik, pisatelj, jezikoslovec; po upokojitvi se je preselil na grad na Okroglo, ki ga je po smrti zapustil slepim. Postal je častni meščan Naklega, na gradu na Okroglem pa je vzidana tudi spominska plošča.

## 20. stoletje
- Branko Jeglič (1903, Gorica–1920, Ljubljana), pesnik in pisatelj; nekaj časa je živel v Podbrezjah, kjer je l. 1919 tudi ustanovil dijaški krožek Kres; pokopan je v družinski grobnici v Podbrezjah.
- Mimi Malenšek (1919, Dobrla vas na Koroškem–2012, Ljubljana), Pisateljica; svoje otroštvo je preživela pri očetu v Podbrezjah, za časa svojega življenja je bila častna občanka Podbrezij, kjer je l. 2013 dobila svoj spomenik.
- Karel Mauser (1918, Bled–1977, Cleveland (ZDA)), pesnik in pisatelj; v Podbrezjah je preživel del svojega otroštva, v Podbrezje in na Tabor je umestil tudi nekaj svojih romanov. V Spominskem parku v Podbrezjah stoji njegov spomenik.
- Pavla Mede (1919, Strahinj–1943, Osankarica, padla v boju), partizanka, narodna herojinja.
- Mihael Petek (1922, Podbrezje–2012, Tržič), andragog, inštruktor, kronist, zgodovinopisec, dramatik, pisatelj.
- France Rozman (1931, Spodnje Duplje–2001, ?), duhovnik, teolog, biblicist, prevajalec in profesor na ljubljanski Teološki fakulteti.
- Ferdinand Maks Scheriau (1918, Naklo–2012, Bodenwerder), visokošolski učitelj, arhitekt, umetnik, filozof; deloval je v Avstriji.

## 21. stoletje
- Mari Ažman, (?, ?~); doma iz Podbrezij.
- Milan Debeljak (1958, Log v Poljanski dolini~), pesnik; doma iz Podbrezij.
- Darko Đurić (1989, Maribor~), paraolimpijski plavalec; doma iz Podbrezij.
- Karl Erjavec (1960, Aiseau (Belgija)~), politik, odvetnik, pravnik; predsednik Demokratične stranke upokojencev Slovenije (DeSUS) in minister za obrambo Republike Slovenije.
- . Fock (?, ?~), kemik, kanuist, lokostrelec, glasbenik in filatelist.
- Žiga Jeglič (1988, Kranj~), hokejist; slovenski reprezentant na zimskih olimpijskih igrah l. 2014 v Sočiju in l. 2018 v Pjongčangu, doma iz Podbrezij.
- Ivanka Jelenc (1931, Podbrezje~), jugoslovanska padalka in nekdanja (neuradna) svetovna rekorderka v ženskih in moških nočnih skokih s 1000 m.
- Tomo Križnar (1954, Jesenice~), popotnik, potopisec, režiser, scenarist, aktivist za človekove pravice; doma iz Naklega.
- Sašo Lap (1953, Jesenice~), strojni inženir, poslanec, politik.
- Jure Meglič (1984, Kranj~), kajakaš na divjih vodah; doma iz Zgornjih Dupelj.
- Stane Mihelič (1947, Podnart~), slovenist, zgodovinar, učitelj in kulturnik.
- Branko Mirt (1958 , Kranj~), športni padalec, svetovni prvak 1990 Lesce, Bloudkov nagrajenec, doma iz Strahinja
- Sandi Novak (1973~), Duplje, maratonec; na paraolimpijskih igrah 2016 v Riu je osvojil 8. mesto.
- Anica Perne (?, ?~), pletilja, doma iz Podbrezij.
- Barbara Pogačnik (1948, Srednja Dobrava pri Kropi~), slikarka in igralka
- Zdravko Purgar (?, ?~), slikar samouk; doma iz Podbrezij.
- Janez Štular (1941, Strahinj~), nekdanji župan, kmetovalec; štirikrat zapored izvoljen za župana Občine Naklo; doma iz Strahinja.
- Franc Zalar (1938, Naklo~), slovenski umetnostni zgodovinar in likovni kritik.
- Matjaž Zupan (1968~), trener, smučarski skakalec; na zimskih olimpijskih igrah l. 1988 v Calgaryju je osvojil srebrno medaljo; doma iz Dupelj.